# Politique de santé
Les politiques de santé consistent à fixer collectivement des caps pour donner à chacun les moyens de se soigner, et de rester en bonne santé le plus longtemps possible. De manière générale, le terme de « politiques de santé » désigne les politiques publiques des États, ou des autres échelons de décisions politiques (Union européenne, régions…). Mais l’État et les échelons locaux de décision politique ne sont pas les seules instances à se saisir de ces questions qui peuvent aussi être portées par des entreprises privées, des organismes d'assurance maladie, des groupes de citoyens.

## Description
Aujourd'hui, les politiques de santé sont devenues une affaire d’État, la santé étant sans doute l'un des domaines de l'action publique dans lequel la définition d'une politique est l'exercice le plus difficile. Il est souvent difficile pour les gouvernements de définir des priorités et de faire des choix faisant consensus face à des enjeux multiples : financement de nouveaux traitements coûteux, vieillissement de la population, risques épidémiques ou environnementaux émergents, exigences accrues en matière de sécurité et de qualité des soins, revendications des professionnels…
Il est nécessaire en effet, pour élaborer une politique de santé, de prendre en compte l'ensemble des facteurs qui influent sur notre état de santé, que l'on désigne habituellement sous le terme de déterminants de santé : génétique, habitudes de vie (alimentation, hygiène de vie…), conditions de travail, environnement, habitat, relations sociales et histoires familiales, accès aux soins…
Cette nécessité s'est affirmée au niveau international depuis une trentaine d'années, sous l'influence notamment de la Charte d'Ottawa adoptée le 21 novembre 1986 lors d'une conférence internationale pour la promotion de la santé réunie à l'initiative de l'Organisation mondiale de la santé. Tous les champs d'action publique sont ainsi susceptibles d'être mobilisés, exposant au risque de paralysie lié au défi pratique de coordonner l'ensemble des politiques publiques.
La désignation d'un périmètre d'action apparaît pour certains auteurs comme une première condition pour construire une politique de santé à l'échelle d'une nation, comprenant par exemple :
- la gestion des urgences sanitaires ;
- la régulation des acteurs de santé (démographie, formation, planification, qualité) ;
- la promotion des priorités sanitaires (plans et programmes) ;
- la cohésion de l'assurance maladie (égal accès, adaptation, maîtrise des coûts) ;
- l'intégration des externalités sanitaires (transport, logement, industrie, urbanisme…) ;
- l'organisation de la démocratie sanitaire (droits, débats, transparences).

En cherchant à établir des priorités, toute politique de santé prend le risque de s'exposer aux critiques de ceux dont les actions n'ont pas été désignées comme prioritaires. Dans le champ de la santé, les décideurs sont en effet soumis à de fortes pressions pour arbitrer entre une demande sociale toujours croissante et des lobbys professionnels, industriels (entreprises pharmaceutiques par exemple), ou politiques. De plus, les contraintes économiques sont fortes dans un contexte d'augmentation tendancielle des coûts.
La définition des politiques de santé souffre également d'un défaut d'instruments de mesure objective permettant de définir les « besoins de santé », censés justifier les choix effectués. Ces besoins sont d'autant plus difficiles à évaluer que ce terme est considéré comme un concept flou, qui embrasse au niveau des individus, la demande de soins, mais aussi les attentes en matière de bien-être, de confort, d'écoute, de proximité, et ne permet pas d'éclairer aujourd'hui les décisions en santé.

## Dans l'Union européenne
Voir aussi : Politique de santé de l'Union européenne

### Objectifs stratégiques
La protection de la santé fait l'objet de l'article 35 de la Charte des droits fondamentaux de l'Union européenne qui, depuis le traité de Lisbonne (2009), a valeur contraignante.
Cet article précise :

« Toute personne a le droit d’accéder à la prévention en matière de santé et de bénéficier de soins médicaux dans les conditions établies par les législations et pratiques nationales. Un niveau élevé de protection de la santé humaine est assuré dans la définition et la mise en œuvre de toutes les politiques et actions de l’Union »

La base juridique de la santé publique dans l'Union européenne est constituée par les articles 168 et 114 du traité sur le fonctionnement de l'Union européenne (TFUE). Les trois objectifs stratégiques de la politique sanitaire dans l’Union européenne sont les suivants :
- favoriser un bon état de santé : prévenir les maladies et promouvoir des modes de vie sains en se préoccupant des questions de nutrition, d’activité physique, de consommation d’alcool, de tabagisme et de toxicomanie, de risques environnementaux et d’accidents. En raison du vieillissement de la population, il importe également de se préoccuper davantage des besoins spécifiques des personnes âgées en matière de santé. La santé mentale a par ailleurs bénéficié d’une attention accrue ces dernières années ;
- protéger les citoyens contre les menaces pesant sur la santé : améliorer la surveillance et la préparation face aux épidémies et au bioterrorisme, et renforcer la capacité à faire face aux nouveaux enjeux sanitaires, tels que le changement climatique ;
- soutenir des systèmes de santé dynamiques : aider les systèmes de soins dans les États membres à répondre aux défis que représentent le vieillissement de la population, les attentes croissantes des citoyens ainsi que la mobilité des patients et des professionnels de la santé, et aider les États membres à rendre leurs systèmes de santé durables.

### En France

#### Historique
En France comme dans la plupart des pays, les politiques de santé constituent aujourd'hui des enjeux politiques majeurs. Ce terme est cependant d'utilisation récente, même si toutes les sociétés sont confrontées aux questions relatives à la lutte contre la maladie et à la mort. Dans le passé, les questions sanitaires ont été notamment abordées sous l'angle de la réglementation de l'exercice de la médecine, de la lutte conte les épidémies, et des aménagements urbains en matière d'assainissement encore visibles aujourd'hui dans les vestiges d'anciennes villes romaines.
Le XIXe siècle est parfois considéré comme le siècle de l'hygiène publique. L'industrialisation et l'urbanisation rapide des pays européens, couplée avec l'apparition du choléra (1832), favorisent la prise en compte des idées hygiénistes malgré des connaissances scientifiques très limitées. En agissant sur les conditions de vie, les gouvernements locaux prennent des mesures susceptibles d'améliorer la survie et la santé du plus grand nombre. La construction systématique de réseaux d'égouts et d'eau potable dans les villes européennes date de cette époque. Les premières découvertes scientifiques à la fin du XIXe siècle, et en particulier les travaux de Pasteur, donnent une forte impulsion à ce mouvement. Les politiques de santé s'engagent alors sur le terrain de la prévention vaccinale et de la pratique des asepsies.
Certains auteurs se sont interrogés sur le fait qu'un pays comme la France, qui a créé le mouvement d'hygiène publique moderne et établi la santé publique comme discipline scientifique ait été si lent à en appliquer les mesures sur une grande échelle. Ainsi, les pouvoirs publics ont tardé à introduire les obligations vaccinales contrairement à beaucoup d'autres pays européens. Les préoccupations hygiéniques ont longtemps été essentiellement urbaines, la concentration de populations vivant dans des conditions insalubres favorisant la contagion, et nécessitant l'intervention de la puissance publique. Or, le mouvement d'urbanisation s'est effectué en France à un rythme beaucoup plus lent que chez ses voisins, ce qui pourrait contribuer à expliquer pourquoi la France a tardé à se doter d'une politique volontariste dans ce domaine. Cette réticence à engager des campagnes de vaccination illustre aussi l'incapacité des pouvoirs publics à « imposer à la population des mesures qui portent atteinte à la propriété, à la famille, et aux libertés individuelles ».
Le XIXe siècle est aussi la période de construction en Europe des droits sociaux avec un pays pionnier dans ce domaine, l'Allemagne. Les bases des systèmes modernes de protection sociale ont en effet été posées dans ce pays, dès 1883, sous l'influence du chancelier Otto Von Bismarck. Pour contrer l'émergence de forces politiques qui contestaient le pouvoir impérial, le chancelier a imposé un système de couverture sociale pour une grande part de la population.
En France, l'organisation d'une couverture maladie généralisée s'effectue beaucoup plus tardivement, et en deux étapes (1930, 1945). Au milieu du XIXe siècle se sont pourtant formées de nombreuses sociétés de secours mutuel, avec l'émergence de nouvelles solidarités, en lien avec l'extension du salariat et la montée d'une conscience collective des masses ouvrières. Mais il faut attendre la loi sur les assurances sociales (1930), pour que se mette en place une assurance maladie en faveur des salariés de l'industrie et du commerce. S'installe alors un réseau de plusieurs centaines de caisses de sécurité sociale confessionnelles, syndicales, patronales ou généralistes qui collectent les cotisations et servent les prestations.
Le Conseil national de la résistance (CNR) porte en 1945 un programme de transformation sociale qui prévoit l'instauration de la sécurité sociale sous l'égide des partenaires sociaux. La nouvelle organisation qui se met en place améliore alors la protection maladie des salariés. Mais le niveau de remboursement des soins médicaux reste faible. En 1960, le général De Gaulle impose aux professionnels de la santé libéraux la signature de conventions obligeant les praticiens à respecter les tarifs de référence de la sécurité sociale.
L'ordonnance du 31 décembre 1958 relative à la création des centres hospitaliers universitaires (CHU), dans les mois qui suivent l'accès au pouvoir du général De Gaulle, est une étape majeure dans la construction du système de soins français dont les CHU deviennent alors l'épicentre. La réforme favorise le rapprochement entre les activités de soins, d'enseignement et de recherche. Le développement des établissements hospitaliers et des spécialités médicales et chirurgicales devient prioritaire, les questions relatives à l'organisation des soins de premier recours et à la santé publique passant au second plan.
Au début des années 1980, l'émergence de crises sanitaires successives (sida, sang contaminé, maladie de Creutzfeld-Jacob…) met en évidence les carences de la surveillance épidémiologique, et plus généralement de l'expertise en matière de contrôle de la chaîne alimentaire et de la sécurité des produits de santé. Les questions de santé publique ont alors été réintroduites dans l'agenda politique.
Parallèlement, la nécessité de prendre en compte l'ensemble des déterminants de santé s'impose dans la réflexion des experts, notamment sous l'influence de la charte d'Ottawa (1986). En France, un premier rapport du Haut comité de la santé publique jette les bases d'une stratégie pour l'élaboration d'une politique de santé.

#### Dans la loi
La loi du 15 février 1902 fait entrer dans la loi française la notion de protection de la santé publique pour la première fois. La vaccination contre la variole devient obligatoire. Les notions de désinfection et de salubrité des bâtiments y sont aussi mentionnées.
Les ordonnances Juppé (1996) marquent un basculement. La fixation des dépenses et recettes de la Sécurité Sociale (et donc de l'assurance maladie), prérogative qui appartenait auparavant aux partenaires sociaux, devient la responsabilité de l'État, dans le cadre de la Loi de Financement de la Sécurité Sociale (LFSS). Cette réforme impose, en annexe de la loi, la présentation d'un rapport sur les orientations de la politique de santé et de sécurité sociale.
En 2002, le Parlement adopte la loi relative aux droits des malades et à la qualité du système de santé (dite loi « Kouchner », du nom du ministre chargé de la santé) qui a un impact déterminant sur l'expression des usagers au sein du système de santé. Un article de la loi précise les conditions de présentation de la politique de santé et de son évaluation par le Parlement : « la Nation définit sa politique de santé selon des priorités pluriannuelles. L'application de la politique de santé est évaluée annuellement (…). Au vu de ses travaux, le Gouvernement remet un rapport au Parlement avant le 15 juin, sur les orientations de la politique de santé qu'il retient en vue notamment du projet de loi de financement de la sécurité sociale pour l'année suivante ».
Après l'alternance politique de 2002, la loi relative à la politique de santé publique, votée en août 2004, marque une forte impulsion pour la politique de santé publique. « La Nation définit sa politique de santé selon des objectifs pluriannuels. La détermination de ces objectifs, la conception des plans, des actions et des programmes de santé mis en œuvre pour les atteindre ainsi que l'évaluation de cette politique relèvent de la responsabilité de l’État (…). La loi définit tous les cinq ans les objectifs de la santé publique (…). La mise en œuvre de cette loi et des programmes de santé qui précisent son application est suivie annuellement et évaluée tous les cinq ans ». Conformément aux préconisations d'un groupe d'experts cent objectifs de résultats de la politique de santé publique ainsi que cinq grands plans stratégiques sont inscrits dans la loi pour la période 2004-2008 :
- plan national de lutte contre le cancer
- plan national de lutte pour limiter l'impact sur la santé de la violence, des comportements à risque, et des conduites addictives
- plan national de lutte pour limiter l'impact sur la santé des facteurs d'environnement
- plan national de lutte pour améliorer la qualité de vie des personnes atteintes de maladies chroniques
- plan national pour améliorer la prise en charge des maladies rares.

Le code de la santé publique confère au Haut conseil de santé publique (HCSP) la mission d'évaluation de ces programmes.
La loi relative à l'Hôpital, aux Patients, à la Santé et aux Territoires (dite loi « HPST »), crée, en 2010, les Agences régionales de santé (ARS), établissements publics chargés de mettre en œuvre la politique de santé nationale en région. Elles sont constituées par regroupement d'un grand nombre d'entités administratives disparates. Cette loi inscrit par ailleurs les questions relatives à l'organisation des soins de premier recours dans les politiques de santé.
Les conditions d'élaboration et de suivi des politiques de santé sont une nouvelle fois redéfinies en 2016. Une politique de santé « … tend à assurer la promotion de conditions de vie favorables à la santé, l'amélioration de l'état de santé de la population, la réduction des inégalités sociales et territoriales de santé, et l'égalité des femmes et des hommes, et à garantir la meilleure sécurité sanitaire possible, et l'accès effectif de la population à la santé et aux soins ». Le texte de loi redéfinit également le périmètre de cette politique (la plupart de ces items figuraient déjà dans la loi du 9 août 2004 relative à la politique de santé publique) :
- surveillance de l'état de santé de la population
- promotion de la santé
- prévention individuelle et collective
- animation nationale des actions conduites dans le cadre de la protection maternelle et infantile
- organisation des parcours de santé
- prise en charge collective et solidaire des conséquences financières et sociales de la maladie et du handicap
- préparation et réponse aux alertes et crises sanitaires
- production, diffusion et utilisation des connaissances utiles à l'élaboration et à la mise en œuvre de la politique de santé
- promotion des activités de formation, de recherche, et d'innovation dans le champ de la santé
- adéquation entre la formation initiale des professions de santé et l'exercice ultérieur de leurs responsabilités
- information et participation de la population, directe ou par l'intermédiaire d'associations, au débat public sur les questions de santé, et sur les risques sanitaires, et aux processus d'élaboration et de mise en œuvre de la politique de santé.

#### Multiples plans et programmes
Ainsi, à quatre reprises (1996, 2002, 2004, 2016), les conditions d'élaboration et d'évaluation des politiques de santé ont été définies par la loi. Mais ces dispositions n'ont pas, ou très partiellement, été appliquées. Le principe de la publication d'un rapport annexe à la Loi de Financement de la Sécurité Sociale (LFSS), à la suite des ordonnances de 1996, a vite été abandonné. La présentation d'un rapport annuel du Gouvernement au Parlement sur les politiques de santé, prévue dans la loi de mars 2002, n'a jamais vu le jour. Enfin, la réévaluation des objectifs de santé publique, à cinq ans (loi d'août 2004) ne s'est pas concrétisée.
Ces constats témoignent des hésitations des différents gouvernements à définir les modalités concrètes d'élaboration d'une véritable stratégie en santé. Dans un rapport effectué à la demande du ministre chargé de la santé (2010), l'Inspection Générale des Affaires Sociales (IGAS) soulignait le fait que la politique de santé se décline en France, à travers de nombreux plans et programmes s'ajoutant les uns aux autres, avec des objectifs multiples, sans axes prioritaires . L'existence même d'une politique de santé y est questionnée. Comme le soulignent les auteurs du rapport, « les enjeux dans le domaine de la santé ne sauraient échapper au débat politique », ce qui interroge sur le rôle du Parlement.
La multiplication des plans nationaux se conjugue avec une réforme majeure intervenue en 2010, à savoir la mise en place des Agences régionales de santé (ARS). Les ARS sont chargées, tous les cinq ans, de l'élaboration et de la mise en œuvre du Projet régional de santé (PRS), composé lui-même de différents plans et programmes de santé.
De plus, dans les régions, des déclinaisons de plans nationaux de prévention de risques pour la santé, liés à l'environnement et du plan national santé travail sont conduites par les administrations de l'État. Le pilotage de l'action publique sur le plan gérontologique et dans le domaine du handicap repose, quant à lui, sur une double tutelle des ARS et des Conseils départementaux qui conduisent chacun leur propre schéma d'organisation.
L'efficacité des politiques publiques, soumise aux conditions de la coordination entre les niveaux d'intervention nationaux et régionaux, et entre les plans et programmes portés par les différents ministères est ainsi questionnée.

#### Quel rôle pour le Parlement?
En France, les questions de santé sont au cœur du Parlement qui a adopté, au cours de la période 2004-2010, en sus des lois de financement de la sécurité sociale, douze lois consacrées à santé et relatives à :
- l'assurance maladie
- la sécurité sanitaire
- la santé environnementale
- l'organisation du système de santé
- l'exercice des professions de santé
- la bioéthique
- les droits des malades.

Sept lois supplémentaires concernant les collectivités locales, l'environnement, la protection de l'ordre public, ou encore la simplification du droit, et ayant une incidence directe sur la législation sanitaire sont également dénombrées.
Cette inflation de l'activité législative contraste avec le rôle relativement limité du Parlement en matière de suivi et d'évaluation des politiques de santé. Les préconisations inscrites dans la loi Kouchner, qui donnaient des prérogatives importantes dans ce domaine au Parlement, n'ont pas été mises en œuvre et ont disparu du Code de la santé publique.
Le Parlement a pourtant un rôle majeur, chaque année, dans le vote des crédits alloués aux différentes composantes du secteur de la santé, dispositions qui sont rassemblées dans deux lois différentes : la Loi de Financement de la Sécurité Sociale (LFSS) et la Loi de finances.
La LFSS détermine les charges et les ressources des différentes branches de la sécurité sociale (maladie, accidents du travail-maladies professionnelles, retraite et allocations familiales) et fixe un Objectif National des Dépenses d'Assurance Maladie (ONDAM).
Parallèlement à la LFSS, le Parlement vote, dans le cadre de la Loi de finances, le budget de l'État concernant la santé, qui recouvre essentiellement l'Aide Médicale État (AME) pour les étrangers en situation irrégulière, enveloppe représentant 0,3 % du budget de l'État (loi de finances 2016). L'État ne contribue que pour 1,4 % à la Consommation de Soins et de Biens Médicaux (CSBM).
L'Inspection Générale des Affaires sociales (IGAS) a fait le constat qu'aucune de ces deux lois (LFSS et Loi de finances) ne constitue le lieu propice pour effectuer un suivi annuel des politiques de santé. Elle préconise de rassembler l'ensemble des crédits affectés à la santé dans une seule loi afin de mieux identifier les enjeux des politiques de santé.

### En Belgique
L'organisation fédérale du pays a éclaté les responsabilités ministérielles dans le champ de la santé entre l'État fédéral et les entités fédérées (Répartition des compétences dans la Belgique fédérale).
La Constitution établit que « L'autorité fédérale n'a de compétences que dans les matières que lui attribuent formellement la Constitution ». Ces compétences sont, selon la Loi spéciale du 8 août 1980 :
1. La législation organique ;
2. Le financement de l'exploitation, lorsqu'il est organisé par la législation organique ;
3. L'assurance maladie-invalidité ;
4. Les règles de base relatives à la programmation ;
5. Les règles de base relatives au financement de l'infrastructure, en ce compris l'appareillage médical lourd ;
6. Les normes nationales d'agréation uniquement dans la mesure où celles-ci peuvent avoir une répercussion sur les compétences visées aux b), c), d) et e) ci-dessus ;
7. La détermination des conditions et de la désignation comme hôpital universitaire conformément à la législation sur les hôpitaux.

La Constitution stipule que la communauté française, la communauté flamande et la communauté germanophone, chacune en ce qui la concerne, « règlent par décret les matières personnalisables, de même que la coopération entre les communautés ainsi que la coopération internationale en ces matières ». La Loi spéciale du 8 août 1980 précise que les matières personnalisables recouvrent la politique de santé ainsi que l’aide aux personnes. La politique de santé comprend plus précisément :
1. La politique de dispensation de soins dans et au dehors des institutions de soins, à l'exception des compétences fédérales ;
2. L'éducation sanitaire ainsi que les activités et services de médecine préventive, à l'exception des mesures prophylactiques nationales, ainsi que l’aide aux personnes.

La situation des régions, et plus particulièrement de la région bilingue de Bruxelles-Capitale, est encore plus complexe.
En Communauté française, le décret de juillet 1997 portant sur l'organisation de la promotion de la santé prévoit que les buts et stratégies prioritaires de la politique de santé soient balisés par un programme quinquennal,. Quant au Plan Communautaire Opérationnel (PCO), il a pour base légale le décret du 17 juillet 2003 modifiant le décret du 14 juillet 1997 portant organisation de la promotion de la santé en Communauté française.

### En Allemagne
Voir :
- Catégorie:Santé en Allemagne
- de:Gesundheitspolitik

### En Italie
Voir :
- Catégorie:Santé en Italie
- it:Sistema sanitario

### En Espagne
Voir :
- Catégorie:Santé en Espagne
- es:Política sanitaria

### Autres pays de l'Union
Voir : Catégorie:Santé dans l'Union européenne par pays

## Autres Europe

### Royaume-Uni
Voir :
- Catégorie:Santé au Royaume-Uni
- en:Healthcare in England

### Autres
Voir : Catégorie:Santé en Europe par pays.

## Afrique
Voir : Catégorie:Santé en Afrique par pays.

## Amérique

### États-Unis
Voir :
- Catégorie:Santé aux États-Unis
- en:Health care in the United States

### Canada
Voir :
- Catégorie:Santé au Canada
- en:Healthcare in Canada

### Autres Amérique
Voir : Catégorie:Santé en Amérique par pays.

## Asie

### Chine
Voir : Catégorie:Santé en Chine

### Corée du Sud
Voir : Catégorie:Santé en Corée du Sud

### Inde
Voir : Catégorie:Santé en Inde

### Japon
Voir : Catégorie:Santé au Japon

### Taïwan
Voir : Catégorie:Santé à Taïwan

### Autres Asie
Voir : Catégorie:Santé en Asie par pays.

## Océanie
Voir : Catégorie:Santé en Océanie par pays.